# Greta Gerwig
Greta Celeste Gerwig (Sacramento, 4 agosto 1983) è una regista, sceneggiatrice e attrice statunitense.
Ha attirato l'attenzione dopo aver lavorato e apparendo in diversi film mumblecore. Ha collaborato con Noah Baumbach in diversi film, tra cui Lo stravagante mondo di Greenberg (2010), Frances Ha (2012), per il quale ha ottenuto una candidatura ai Golden Globe, e Mistress America (2015). Ha anche recitato in film come To Rome with Love (2012), Jackie (2016) e Le donne della mia vita (2016).
Gerwig ha scritto e debuttato come regista con l'acclamato film commedia drammatico Lady Bird (2017), che ha vinto il Golden Globe per il miglior film commedia o musicale. Ha anche ricevuto due candidature al Premio Oscar, rispettivamente nella sezione miglior sceneggiatura originale e miglior regista, divenendo la quinta donna ad essere nominata come miglior regista agli Oscar. Ottiene rinnovato successo con l'adattamento di Piccole donne (Little Women), che le fa ottenere la vittoria ai Critics' Choice Award per la miglior sceneggiatura non originale, e una nuova candidatura ai Premi Oscar.
Torna al cinema come regista con Barbie, pellicola con l’incasso più alto di sempre nella storia del cinema per un film diretto da una donna, nonché il film con il maggiore incasso nel 2023. Sull'onda del successo di tale portata, viene nuovamente candidata ai Premi Oscar 2024 per la miglior sceneggiatura non originale, in condivisione col marito Noah Baumbach.

## Biografia
Nativa di Sacramento in California e figlia di Christine, un'infermiera, e Gordon Gerwig, un consulente finanziario, Greta ha origini tedesche. Ha effettuato gli studi presso il Barnard College a New York, dove ha studiato letteratura inglese e filosofia. Intenzionata a diventare commediografa, durante gli anni al Barnard ha scritto varie commedie e ha cofondato un gruppo di improvvisazione chiamato The Tea Party Ensemble. Nel 2006 ottiene un piccolo ruolo nel film indipendente LOL di Joe Swanberg e viene introdotta dal regista nel movimento cinematografico indipendente noto come Mumblecore. Con Swanberg collabora alla sceneggiatura di Hannah Takes the Stairs (2007) e co-sceneggia e co-dirige Nights and Weekends (2008). Nel 2010 recita nel film di Noah Baumbach Lo stravagante mondo di Greenberg, per la cui interpretazione ottiene una candidatura come miglior attrice protagonista agli Independent Spirit Awards 2011.
Nel 2011 si affaccia al cinema mainstream, recitando nelle commedie Amici, amanti e..., con Natalie Portman e Ashton Kutcher, e Arturo, con Russell Brand. Nel 2012 lavora per Woody Allen in To Rome with Love e recita come protagonista nella pellicola Frances Ha , che le vale la sua prima candidatura ai Golden Globe. Nel 2017 esordisce come regista con Lady Bird. Il film, da lei sceneggiato, è ambientato nella città di Sacramento e racconta la storia di una madre e la figlia adolescente. La pellicola riceve ottimi consensi da critica e pubblico ed ottiene diversi riconoscimenti tra cui cinque candidature al Premio Oscar, compresa quella alla miglior regista e alla migliore sceneggiatura originale ottenuta dalla Gerwig, quattro candidature ai Golden Globe (vincendone due), tre ai BAFTA e tre agli Screen Actors Guild Award. Nel 2018 il Times la inserisce fra le 100 persone più influenti del mondo.
Nel 2019 dirige e scrive il film Piccole donne, tratto dall'omonimo romanzo di Louisa May Alcott; per Piccole Donne (2019) ha ricevuto la sua terza candidatura agli Oscar, nella categoria miglior sceneggiatura non originale.
Nel 2023, con il film Barbie (2023), diventa la regista ad aver diretto il film con l’incasso più alto di sempre nella storia del cinema diretto da una donna, nonché il film con il maggiore incasso, a livello mondiale, del 2023. Il film è stato nominato per otto Oscar e ha incassato oltre 1,4 miliardi di dollari in tutto il mondo.

## Filmografia

### Attrice
- LOL, regia di Joe Swanberg (2006)
- Hannah Takes the Stairs, regia di Joe Swanberg (2007)
- Baghead, regia di Jay e Mark Duplass (2008)
- Nights and Weekends, regia di Joe Swanberg e Greta Gerwig (2008)
- Yeast, regia di Mary Bronstein (2008)
- I Thought You Finally Completely Lost It, regia di Rod Webber (2008)
- Quick Feet, Soft Hands, regia di Paul Harrill (2008) - Cortometraggio
- The House of the Devil, regia di Ti West (2009)
- You Wont Miss Me, regia di Ry Russo-Young (2009)
- Family Tre, regia di Kentucker Audley (2009) - Cortometraggio
- Northern Comfort, regia di Rod Webber (2010)
- Art House, regia di Victor Fanucchi (2010)
- Lo stravagante mondo di Greenberg (Greenberg), regia di Noah Baumbach (2010)
- Damsels in Distress - Ragazze allo sbando (Damsels in Distress), regia di Whit Stillman (2011)
- Arturo (Arthur), regia di Jason Winer (2011)
- The Dish & the Spoon, regia di Alison Bagnall (2011)
- Amici, amanti e... (No Strings Attached), regia di Ivan Reitman (2011)
- To Rome with Love, regia di Woody Allen (2012)
- Lola Versus, regia di Daryl Vein (2012)
- Frances Ha, regia di Noah Baumbach (2012)
- The Humbling, regia di Barry Levinson (2014)
- Eden, regia di Mia Hansen-Løve (2014)
- Mistress America, regia di Noah Baumbach (2015)
- Il piano di Maggie - A cosa servono gli uomini (Maggie's Plan), regia di Rebecca Miller (2015)
- Wiener-Dog, regia di Todd Solondz (2016)
- Jackie, regia di Pablo Larraín (2016)
- Le donne della mia vita (20th Century Women), regia di Mike Mills (2016)
- Rumore bianco (White Noise), regia di Noah Baumbach (2022)
- Jay Kelly, regia di Noah Baumbach (2025)

### Sceneggiatrice
- Hannah Takes the Stairs, regia di Joe Swanberg (2007)
- Nights and Weekends, regia di Joe Swanberg e Greta Gerwig (2008)
- Northern Comfort, regia di Rod Webber (2010)
- The Dish & the Spoon, regia di Alison Bagnall (2011)
- Frances Ha, regia di Noah Baumbach (2012)
- Mistress America, regia di Noah Baumbach (2015)
- Lady Bird, regia di Greta Gerwig (2017)
- Piccole donne (Little Women), regia di Greta Gerwig (2019)
- Barbie, regia di Greta Gerwig (2023)

### Regista
- Nights and Weekends, co-diretto con Joe Swanberg (2008)
- Lady Bird (2017)
- Piccole donne (Little Women) (2019)
- Barbie (2023)

### Produttrice
- Nights and Weekends, regia di Joe Swanberg (2008)

### Doppiatrice
- L'isola dei cani (Isle of Dogs), regia di Wes Anderson (2018)

## Riconoscimenti
- Premio Oscar
  - 2018 – Candidatura per la migliore regista per Lady Bird
  - 2018 – Candidatura per la migliore sceneggiatura originale per Lady Bird
  - 2020 – Candidatura per la migliore sceneggiatura non originale per Piccole donne
  - 2024 – Candidatura per la migliore sceneggiatura non originale per Barbie
- Golden Globe
  - 2014 – Candidatura per la migliore attrice in un film commedia o musicale per Frances Ha
  - 2018 – Candidatura per la migliore sceneggiatura per Lady Bird
  - 2024 – Candidatura alla miglior regista per Barbie
  - 2024 – Candidatura alla miglior sceneggiatura per Barbie
- Premio BAFTA
  - 2018 – Candidatura per la migliore sceneggiatura originale per Lady Bird
  - 2020 – Candidatura per la migliore sceneggiatura non originale per Piccole donne
  - 2024 – Candidatura per la migliore sceneggiatura originale per Barbie
- Critics' Choice Awards
  - 2014 - Candidatura alla miglior attrice in un film commedia per Frances Ha
  - 2016 - Candidatura alla miglior attrice non protagonista per Le donne della mia vita
  - 2018 - Candidatura alla miglior regista per Lady Bird
  - 2018 - Candidatura alla miglior sceneggiatura originale per Lady Bird
  - 2020 - Candidatura alla miglior regista per Piccole donne
  - 2020 - Miglior sceneggiatura non originale per Piccole donne
  - 2024 - Candidatura alla miglior regista per Barbie
  - 2024 - Miglior sceneggiatura originale per Barbie

## Doppiatrici italiane
Nelle versioni in italiano delle opere in cui ha recitato, Greta Gerwig è stata doppiata da:
- Federica De Bortoli in Lo stravagante mondo di Greenberg, To Rome with Love, Frances Ha, Rumore Bianco
- Chiara Gioncardi in Damsels in Distrees, Arturo, Mistress America
- Ilaria Latini in Jackie, Le donne della mia vita
- Connie Bismuto in Amici, amanti e...
- Eleonora Reti in Lola Versus
- Perla Liberatori in The Humbling
- Gemma Donati in Il piano di Maggie - A cosa servono gli uomini

Da doppiatrice è sostituita da:
- Veronica Puccio in L'isola dei cani
- Tatiana Dessi in China, IL